# Список умерших в 1377 году

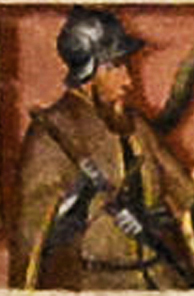
Казимир IV

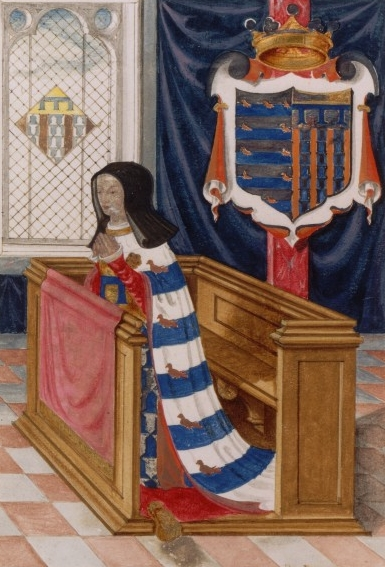
Мария де Сен-Поль

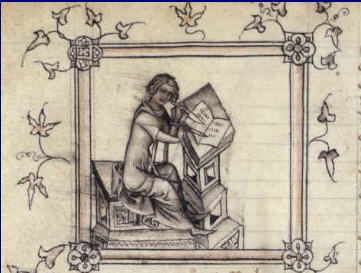
Гийом де Машо

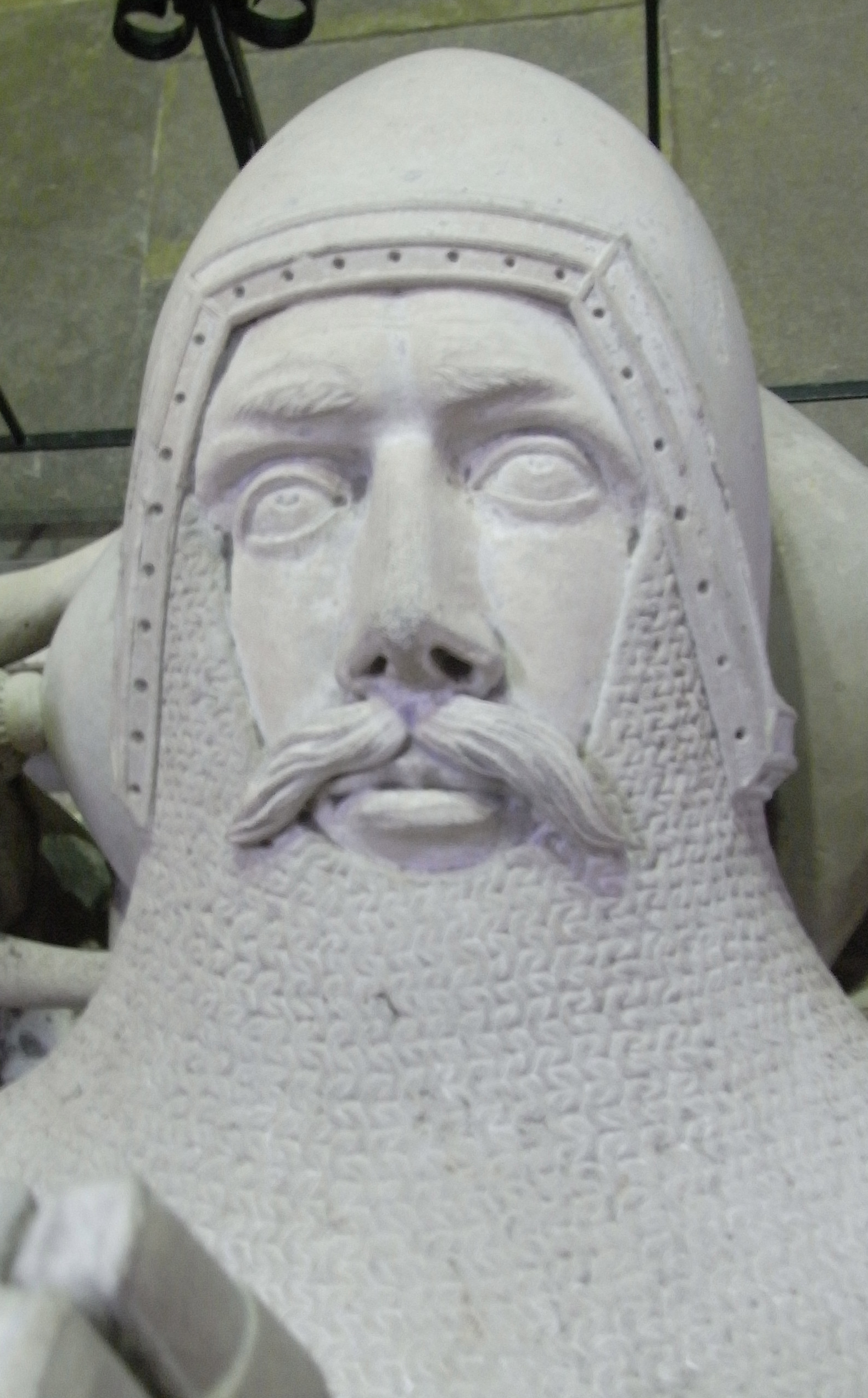
Куртене, Хью, 10-й граф Девон

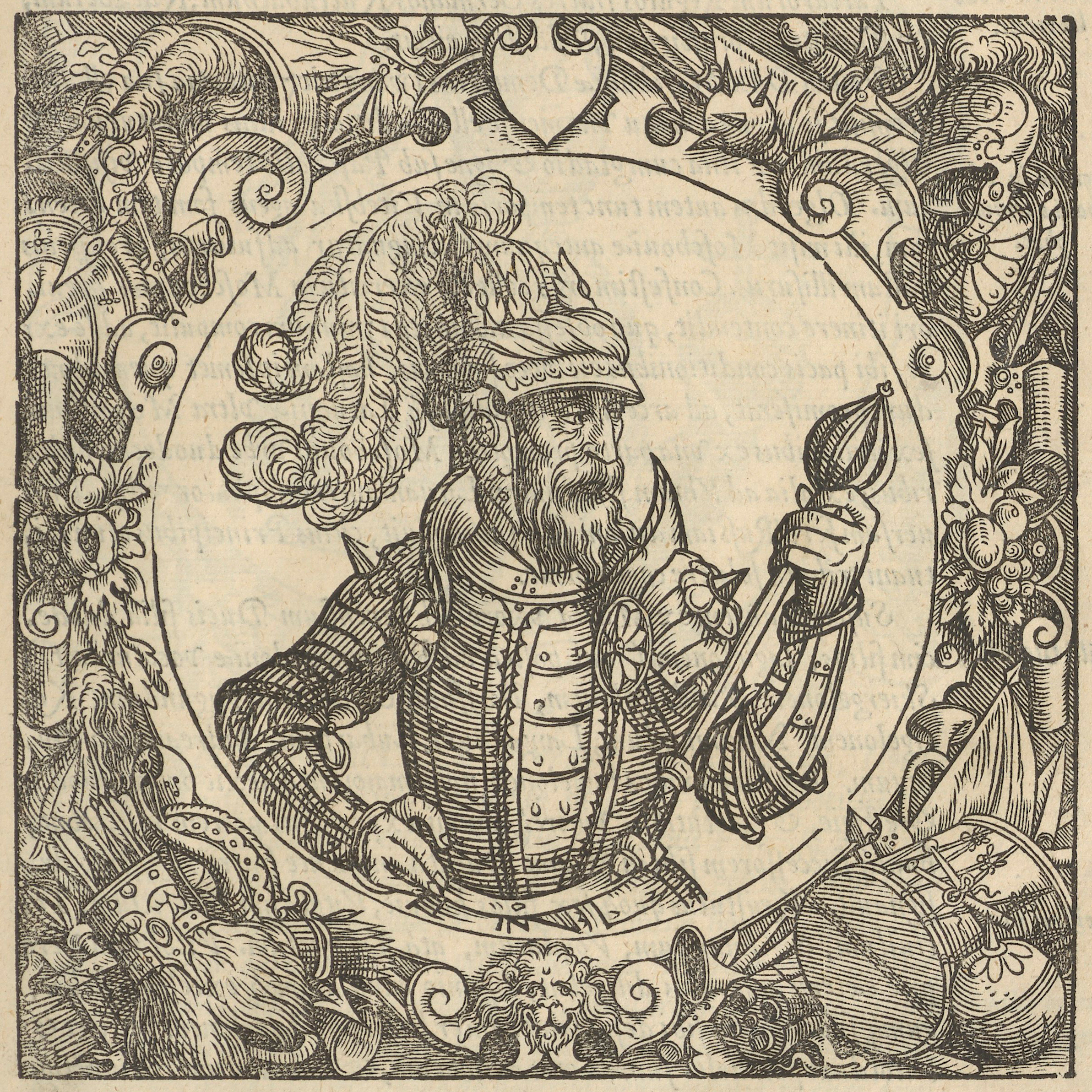
Ольгерд

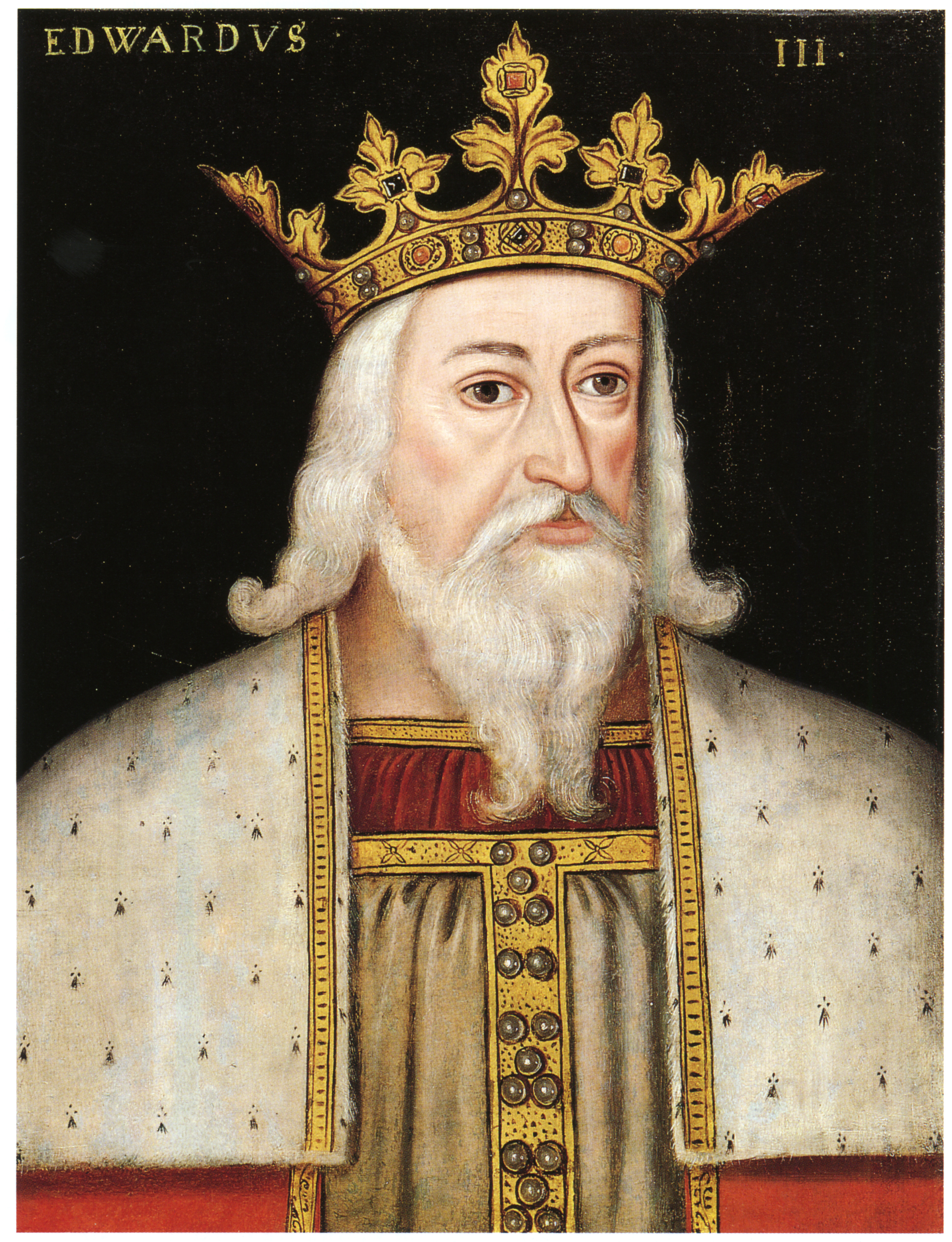
Эдуард III

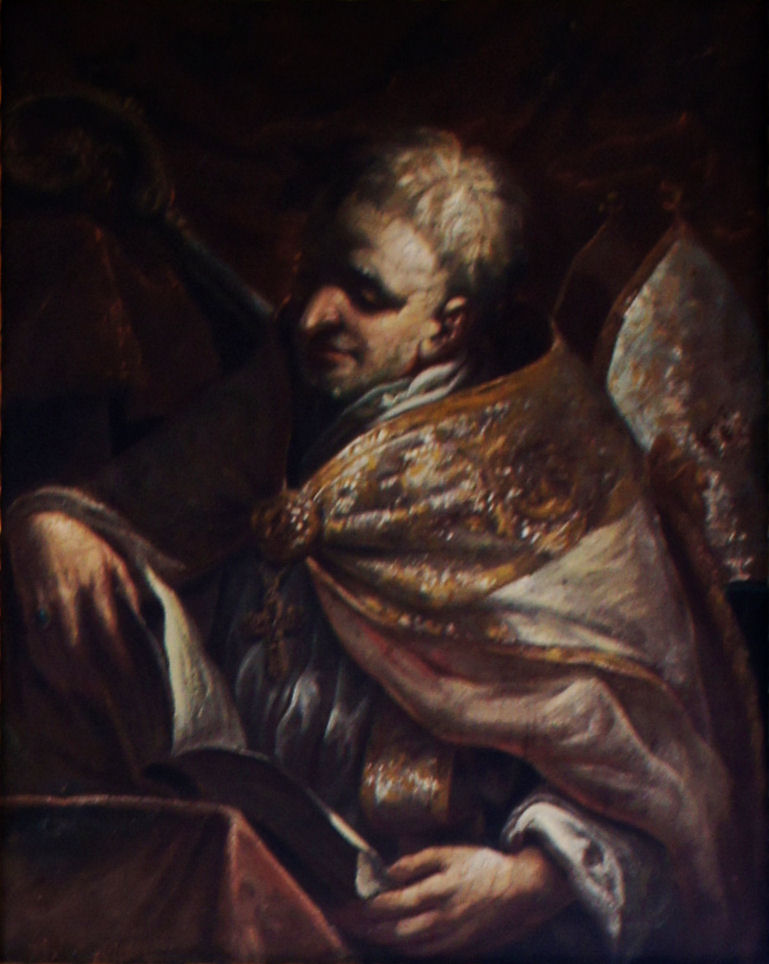
Пауль фон Егерндорф

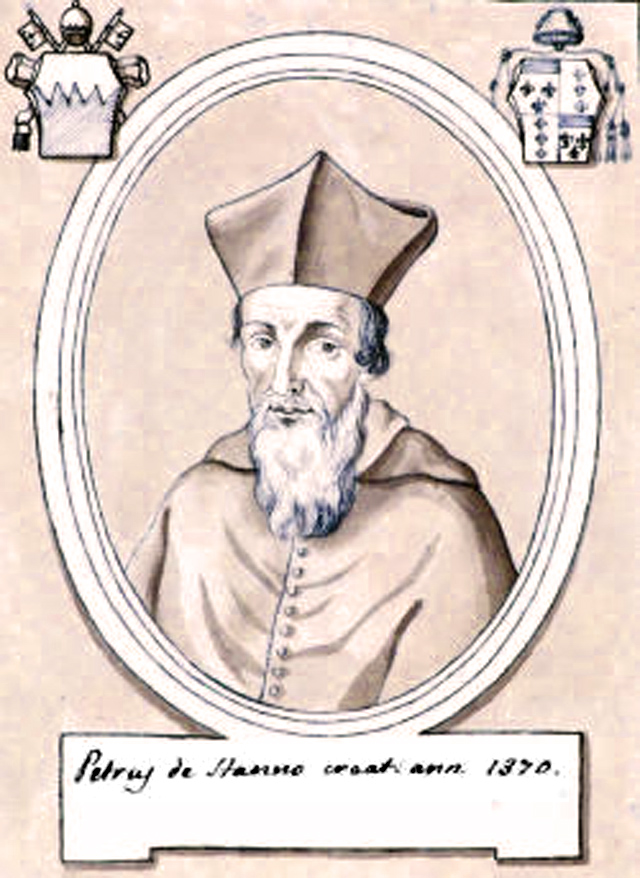
Пьер д’Эстен

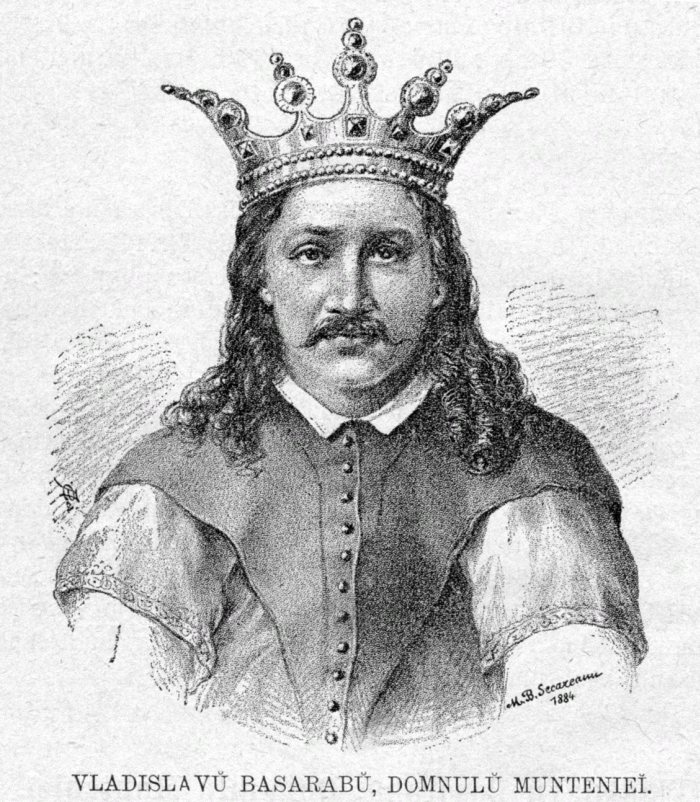
Владислав I (Влайку)

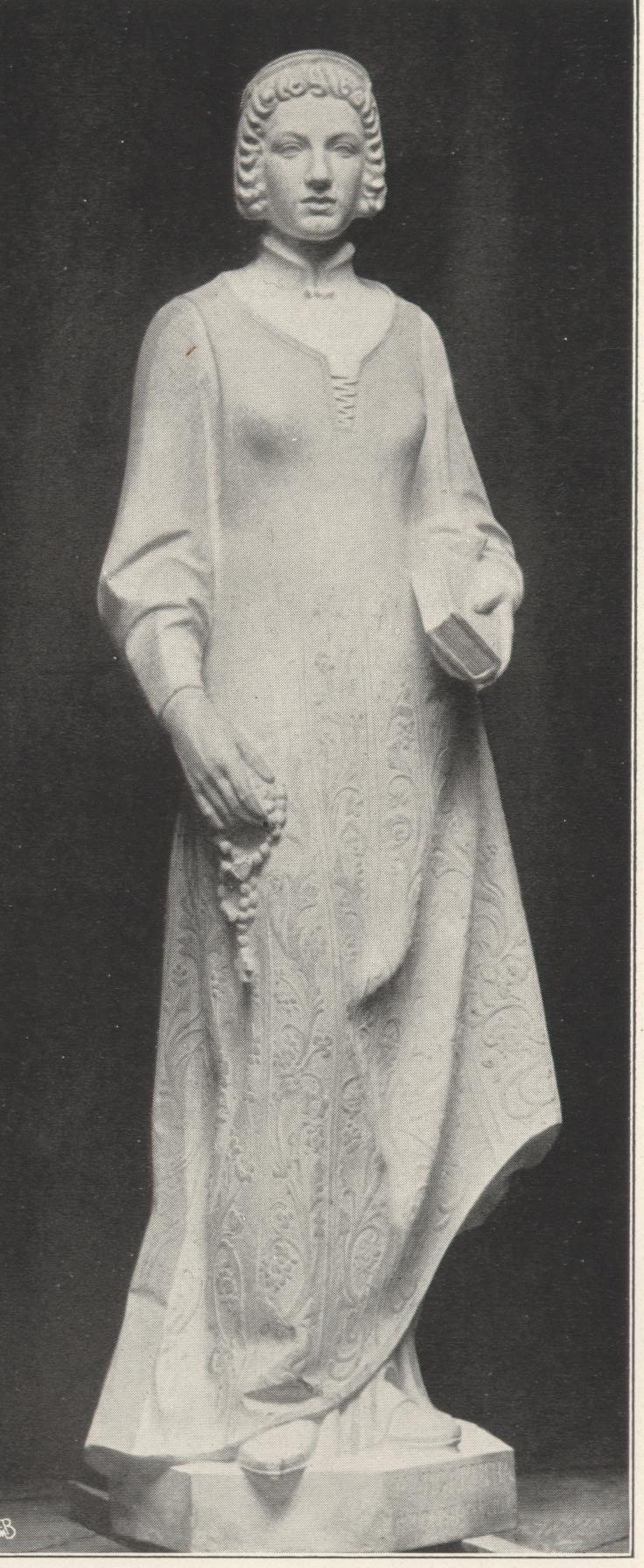
Маргарита Сицилийская

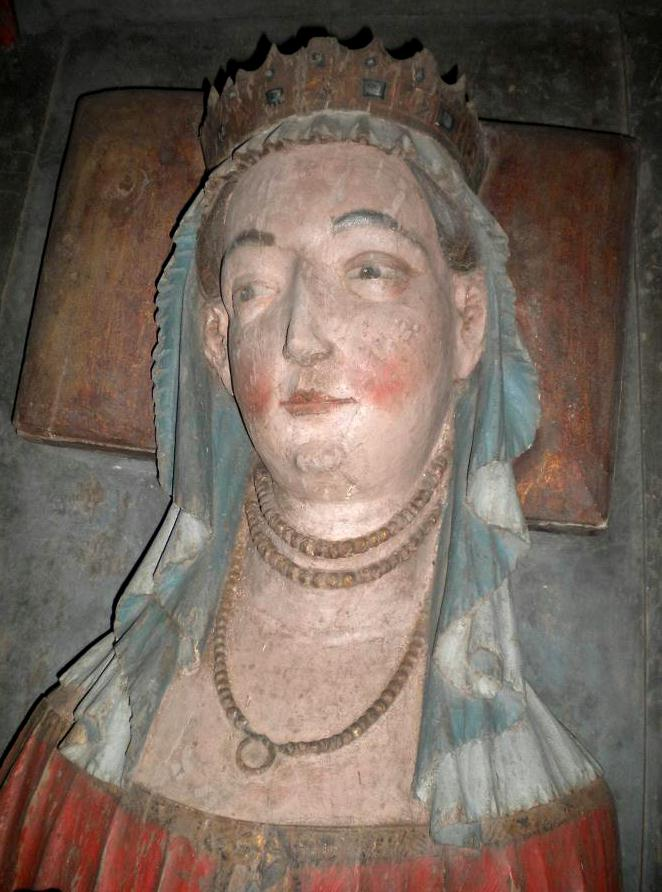
Рихарда Шверинская

В этой статье представлен список известных людей, умерших в 1377 году.
См. также: Категория:Умершие в 1377 году

## Январь
- 2 января — Казимир IV — князь Добжинский (1370—1377), герцог Померании-Слупска (1374—1377) из династии Грейфов; смертельно ранен при осаде замка Злоторя.
- 5 января — Бертрам Кремон[нем.] — епископ Любека (1350—1377)
- 27 января — Федериго III Сицилийский (35) — король Сицилийского королевства, герцог Афинский, герцог Неопатрии (1355—1377).
- Жоффруа Давид[фр.] — епископ Отёна (1361—1377

## Март
- 15 марта — Шабан II — бахритский султан Египта (1363—1377); свергнут и убит (задушен).
- 16 марта или 17 марта — Мария де Сен-Поль[англ.] — дочь графа де Сен-Поль Ги III де Шатильон-Сен-Поль, графиня-консорт Пембрук (1321—1324), жена Эмера де Валенс, 2-го графа Пембрук, основательница кембриджского Пемброк-колледжа.

## Апрель
- 12 апреля — Джон Минстерворт[англ.] — английский рыцарь, участник Столетней войны; казнён за измену
- 28 апреля — Уголино де Росси[итал.] — епископ Пармы (1323—1377)
- Гийом де Машо — французский поэт и композитор. В истории музыки — «последний трувер» и одновременно важнейший представитель эпохи Ars nova.

## Май
- 2 мая — Хью де Куртене (73) — 2/10-й граф Девон, 2-й барон Куртене (1340—1377).
- 5 мая — Мод Ланкастерская — дочь Генри Плантагенета, 3-го графа Ланкастер, графиня-консорт Ольстерская (1327—1333), жена Уильяма де Бурга, 3-го графа Ольстер
- 18 мая — Варлаам Серпуховской — келейник святителя Алексия Московского, основатель и первый настоятель Владычнего монастыря, почитаемый в чине преподобного.
- 24 мая — Ольгерд — великий князь литовский (1345—1377)
- Алиса Бретонская[фр.] — дочь герцога Бретани Артура II Бретонского, графиня-консорт Вандома, жена Бушара VI де Вандома

## Июнь
- 21 июня — Эдуард III (64) — король Англии (1327—1377).

## Июль
- 23 июля — Пауль фон Егерндорф[нем.] — епископ Гурка (1352—1359), епископ Фрайзинга (1359—1377)
- 26 июля — Альфонс Шевье[фр.] — епископ Лизьё (1368—1377)

## Август
- 2 августа — Иван Дмитриевич — суздальско-нижегородский княжич, сын Димитрия Константиновича, великого князя нижегородского; погиб в сражение на реке Пьяне (1377)
- 7 августа — Никколо дельи Альберти[итал.] — флорентийский банкир, дипломат и благотворитель («отец бедных»)

## Сентябрь
- 1 сентября — Трен Ду Тонг[англ.] — вьетнамский император из династии Трен; убит в битве при Джабане
- 18 сентября — Тринча II Тринчи — итальянский кондотьер, сеньор Фолиньо (1353—1377), убит во время восстания, организованного гибеллинами под предводительством Коррадино и Наполеоне Бранкалеони.

## Ноябрь
- Пьер д’Эстен[итал.] — епископ Сен-Флура (1361—1368), архиепископ Буржа (1368—1370), кардинал-священник Санта-Мария-ин-Трастевере (1370—1373), кардинал-епископ Остии (1373—1377), кардинал-епископ Веллетри-Сеньи (1373—1377), Камерленго (1370—1377)

## Декабрь
- 9 декабря — Дэн Юй (40), китайский военачальник, один из основателей империи Мин.
- 27 декабря — Иоганн II[нем.] — граф Хойя (Нингбуркская линия) (1324—1377) (до 1345 года совместно с братом Герхардом III)
- 31 декабря — Гильом Фурнье[нем.] — епископ Гапа (1362–1366), епископ Женевы (1366—1377)

## Дата неизвестна или требует уточнения
- Андреа дей Бруни[нем.] — итальянский художник из Болоньи
- Беатриса Арборейская[фр.] — дочь юдекса Арбореи Мариано IV, виконтесса-консорт Нарбонны (1363—1377), третья жена виконта Эмери VI
- Бонабес IV де Руже де Дерваль[англ.] — сеньор Руже, виконт Де Ла Герш, губернатор Южной Бретани и Редона, генерал Бретонской армии, а затем армии французского короля и посол короля Франции в Англии.
- Иммануил бен Яаков Бонфис — еврейский математик и астроном, представитель прованской еврейской научной школы.
- Букка Рая I[англ.] — один из основателей и император Виджаянагарской империи (1356—1377)
- Владислав I (Влайку) — воевода Валахии из династии Басарабов (1364—ок. 1377); отказался от престола.
- Ги Энгиенский, сеньор Аргоса и Навплии (1356—1377).
- Джильола Гонзага[англ.] — синьора-консорт Милана (1349—1355), жена Маттео II Висконти
- Жан д’Уази[англ.] — франко-голландский архитектор
- Жоффруа II де Роган[фр.] — епископ Ванна (1360—1370), епископ Сен-Бриё (1370—1375)
- Исаак Асир Хатиква[англ.] — ашкеназский раввинский лидер XIV века.
- Луис де Вилларс[фр.] — епископ Валанса (1354—1376), архиепископ-администратор Вьена (1363—1377)
- Каганбек — хан Золотой Орды и тюменский хан (1375—1377).
- Лудольф Саксонский, немецкий христианский теолог и духовный писатель.
- Маргарита Сицилийская[англ.] — дочь короля Сицилии Федериго II, пфальцграфиня-консорт Рейнская (1348—1353), жена Рудольфа II
- Михаил Сечени[англ.] — епископ Ваца (1342—1362), епископ Эгера (1362—1377)
- Рихарда Шверинская — дочь графа Шверина Оттона I, королева-консорт Швеции (1365—1377), первая жена Альбрехта Мекленбургского
- Роберт д’Алансон — граф дю Перш (1361—1367), рыцарь и полководец, участник Столетней войны.
- Тимур-Малик, хан Синей Орды (восточной части Золотой Орды) (1377).
- Токтакия — сын Урус-хана, хан Синей орды (восточной части Золотой Орды) (1377).
- Томас, 9-й граф Мар — шотландский дворянин, 9-й граф Мар (1332—1377), последний мужской представитель шотландского рода мормэров Мара.
- Урус-хан — хан Сырдарьинского улуса из династии Тука-Тимура, объединил под своей властью Синюю Орду; золотоордынский хан (1372—1374, 1375); убит сыном Тохтамыша Джелал ад-Дином во время битвы.
- Фернандо Руис де Кастро — граф Лемос, видный каталонский военный деятель
- Эндрю Умфрей[англ.] — епископ Данкелда (1377)